# Jon Garland
Jon Garland é um jogador profissional de beisebol norte-americano.

## Carreira
Jon Garland foi campeão da World Series 2005 jogando pelo Chicago White Sox. Na série de partidas decisiva, sua equipe venceu o Houston Astros por 4 jogos a 0.